# Distretto di Non Narai
Il distretto di Non Narai (in thailandese: โนนนารายณ์) è un distretto (amphoe) della Thailandia, situato nella provincia di Surin.